# Hermann Bahr
Hermann Bahr (Linz, 19. srpnja 1863. – München, 15. siječnja 1934. ), austrijski pisac, redatelj, kritičar.

## Životopis
Rodio se je u Linzu 1863. godine. 
Kao sin bilježnika išao je u gimnaziju u Salzburgu. Studirao je od 1884. do 1887. godine klasičnu filologiju, filozofiju, pravo i ekonomiju u Beču, Czernowitzu i Berlinu. Tijekom njegovog boravka u Parizu između 1888. i 1890. godine započinje njegova pjesnička karijera kao kritičara književnosti i umjetnosti. Nakon svog boravka u Berlinu, gdje je bio suradnik projekta "Freien Bühne", vratio se 1891.godine natrag u Beč. Tu se proslavio kao kazališni kritičar, odnosno, kritičar književnosti i umjetnosti uopće.
Kao vrhunac njegove karijere ubrajamo kad ga je Max Reinhardt pozvao za redatelja Njemačkog teatra u Berlinu (1906./07.), kao i vođenje Burgtheatra u Salzburgu (1918).
Sa svojim kritičkim spisima sudjelovao je u stvaranju novih stilskih pravaca u književnosti poput bečke moderne.
Vrijedno je također izdvojiti iz njegovog književnog opusa četrdesetak kazališnih komada i deset romana. 

## Djela
Izbor iz njegovih djela u izvornom nazivlju: 
- Dalmatinische Reise, 1909. (na hrv. preveo Benjamin Tolić)

### Prozna djela
- 1890. Die gute Schule. Seelenstände
- 1891. Fin de siecle
- 1897. Theater
- 1908. Die Rahl
- 1909. Drut
- 1910. O Mensch
- 1916. Himmelfahrt
- 1919. Die Rotte Korahs
- 1929. Ö. in Ewigkeit

### Drame
- 1887. Die neuen Menschen
- 1891. Die Mutter
- 1897. Das Tschaperl
- 1914. Der Querulant

### Komedije
- 1900. Wienerinnen
- 1902. Der Krampus
- 1904. Der Meister
- 1907. Ringelspiel
- 1909. Das Konzert
- 1911. Die Kinder
- 1912. Das Prinzip

### Eseji
- 1890. Zur Kritik der Moderne
- 1891. Die Überwindung des Naturalismus
- 1916. Expressionismus